# Charles-Casimir de Saulx
Pour les autres membres de la famille, voir famille de Saulx.
Charles-Casimir Roger Victor de Saulx, duc de Tavannes (ou « Saulx-Tavannes »), plus connu sous le nom de Charles-Casimir de Saulx (5 octobre 1769 à Versailles - 15 juin 1820 à Paris), duc de Tavannes puis de Saulx-Tavannes, comte de Buzançais et de Beaumont, est un officier et homme politique français, pair de France de 1814 à 1815 puis de 1815 à 1817, puis duc-pair de 1817 à 1820.

## Biographie

### Jeunesse

#### Naissance

Armes de la Maison de Saulx-Tavannes

Charles-Casimir Roger Victor de Saulx est né le 5 octobre 1769, à 15 heures 47, dans les fastes de la cour de Louis XV, au château de Versailles. Il est le fils de Charles François Casimir de Saulx (1739-1792), chef de la Maison de Saulx-Tavannes, duc de Tavannes, comte de Buzançais, grand gruyer de Bourgogne, baron de Sully et d'Igornay, seigneur de Lugny et d'Orain, et arrière-petit-fils du maréchal de Tessé; et de Marie-Éléonore de Lévis-Châteaumorand (1739-1793), une dame de la Maison de Lévis-Châteaumorand, fille de Charles-François de Lévis, marquis de Châteaumorand, et de Philiberte Languet (de la Famille Languet), nièce de Jean-Joseph Languet de Gergy, archevêque de Sens.
Charles-Casimir est baptisé quatre jours plus tard, le 9 octobre 1769, dans une chapelle du château de Versailles, par le cardinal Alexandre-Angélique de Talleyrand-Périgord, archevêque coadjuteur de Reims. Son parrain est le duc Étienne-François de Choiseul (1719-1785, principal ministre d'État de Louis XV; et sa marraine est Charlotte Anne Françoise de Montmorency-Luxembourg, épouse du duc Anne Léon II de Montmorency-Fosseux. On lui donne comme nourrice une certaine Madeleine Courey, femme d'Antoine Courey, un aubergiste aisé du Faubourg Saint-Honoré, qui venait d'avoir une fille, Martine Courey (1769-1778). Il y restera jusqu'à ses quatre ans.

#### Premières années

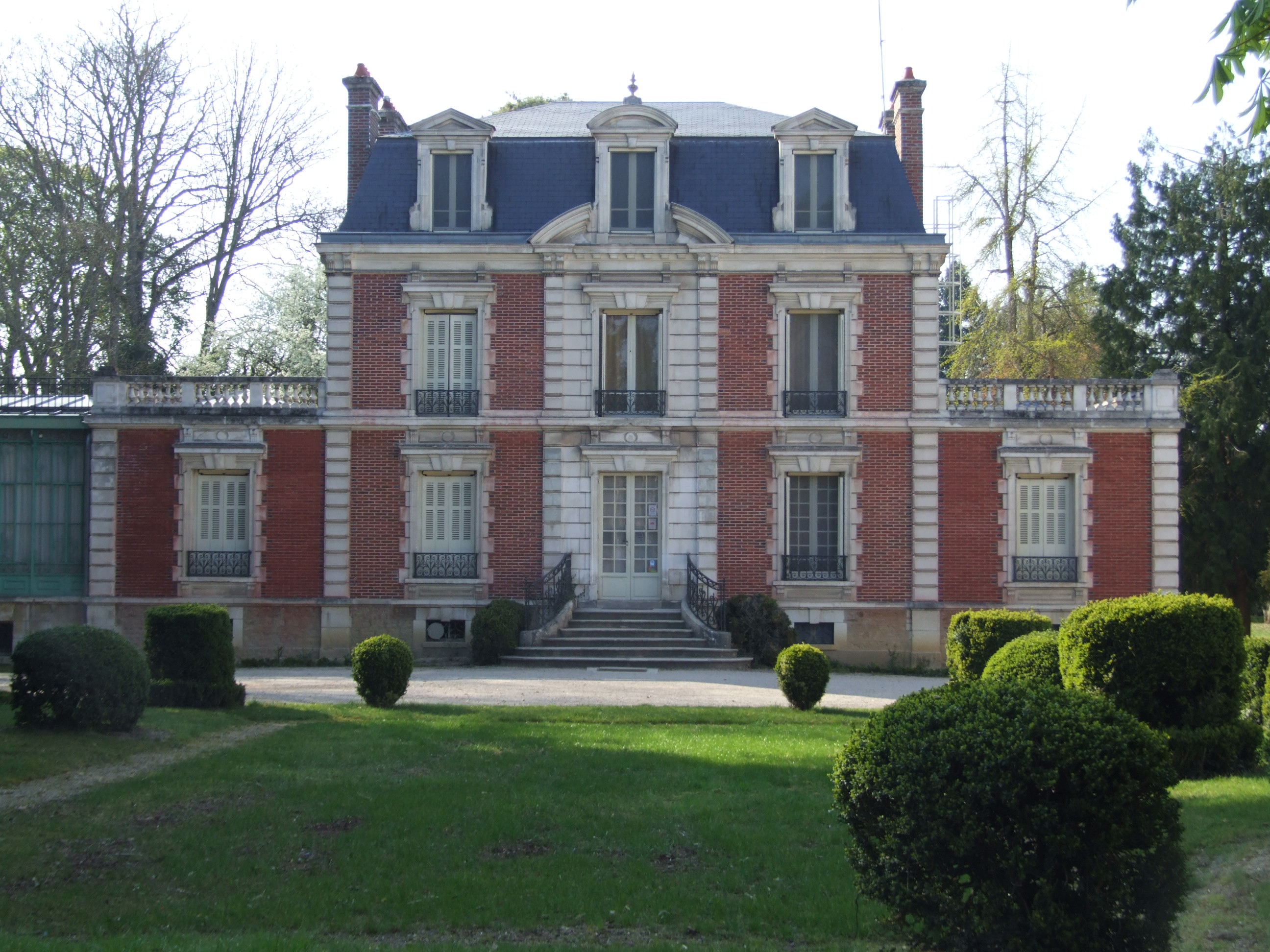
Muséum d'histoire naturelle d'Auxerre, anciennement Collège d'Auxerre

En 1773, à l'âge de quatre ans, son père donne Jean-Joseph Portet comme précepteur à Charles-Casimir de Saulx. 
Jean-Joseph Portet est un précepteur renommé de la cour de Versailles et un homme des Lumières. Charles-Casimir partage ses années 1773-1778 avec d'autres élèves de Jean-Joseph Portet tels qu'Anne-Christian de Montmorency, Jean-Guillaume de La Tour du Pin-Montauban, Charles-Arthur-Tristan Languedoc de Noailles, Armand de Gontaut-Biron, Hilaire Rouillé de Boissy du Coudray, Louis-Marie-Céleste d'Aumont notamment, pour ne citer que ses camarades d'émigration. 
En 1778, à 9 ans, son père place Charles-Casimir de Saulx au Collège d'Auxerre. Charles-Casimir y reste jusqu'à ses 18 ans, de 1778 à 1787. Il y fait des études classiques, se faisant peu remarquer hormis lors de certains cours où il montre très tôt sa maturité et son intelligence politique. Il lit les philosophes : Voltaire, Denis Diderot, John Locke, Jean-Jacques Rousseau, Montesquieu. En 1779, à 10 ans, il est titré vicomte de Saulx-Tavannes par son père.
En 1786, alors qu'il sort du Collège d'Auxerre, son père le fiance à Aglaé-Marie-Louise de Choiseul-Beaupré (1772-1861), fille de Marie-Gabriel-Florent-Auguste de Choiseul-Gouffier. Charles-Casimir est titré comte de Buzançais pour l'occasion. Le 9 avril 1786, Charles-Casimir de Saulx et Aglaé-Marie-Louise de Choiseul-Beaupré se marient en grande pompe au château de Versailles. Le cardinal Louis-Joseph de Montmorency-Laval célèbre l'office. 
En 1788, la santé de son père déclinant, Charles-Casimir doit prendre sa place à la cour de Versailles. Il devient alors Garde de Monsieur, comte de Provence et futur Louis XVIII. Celui-ci s'attache immédiatement à ce jeune homme prometteur de 19 ans, de bon conseil et d'une grande clairvoyance. Il le fait chevalier de l'Ordre Militaire et Hospitalier de Saint-Lazare de Jérusalem dont il est grand-maître. 
Charles-Casimir de Saulx devient alors le conseiller intime du prince, gérant notamment ses finances. C'est de cette époque que date la profonde et solide amitié qui unira Charles-Casimir de Saulx et Louis XVIII.

### Révolution

#### Affaire Favras

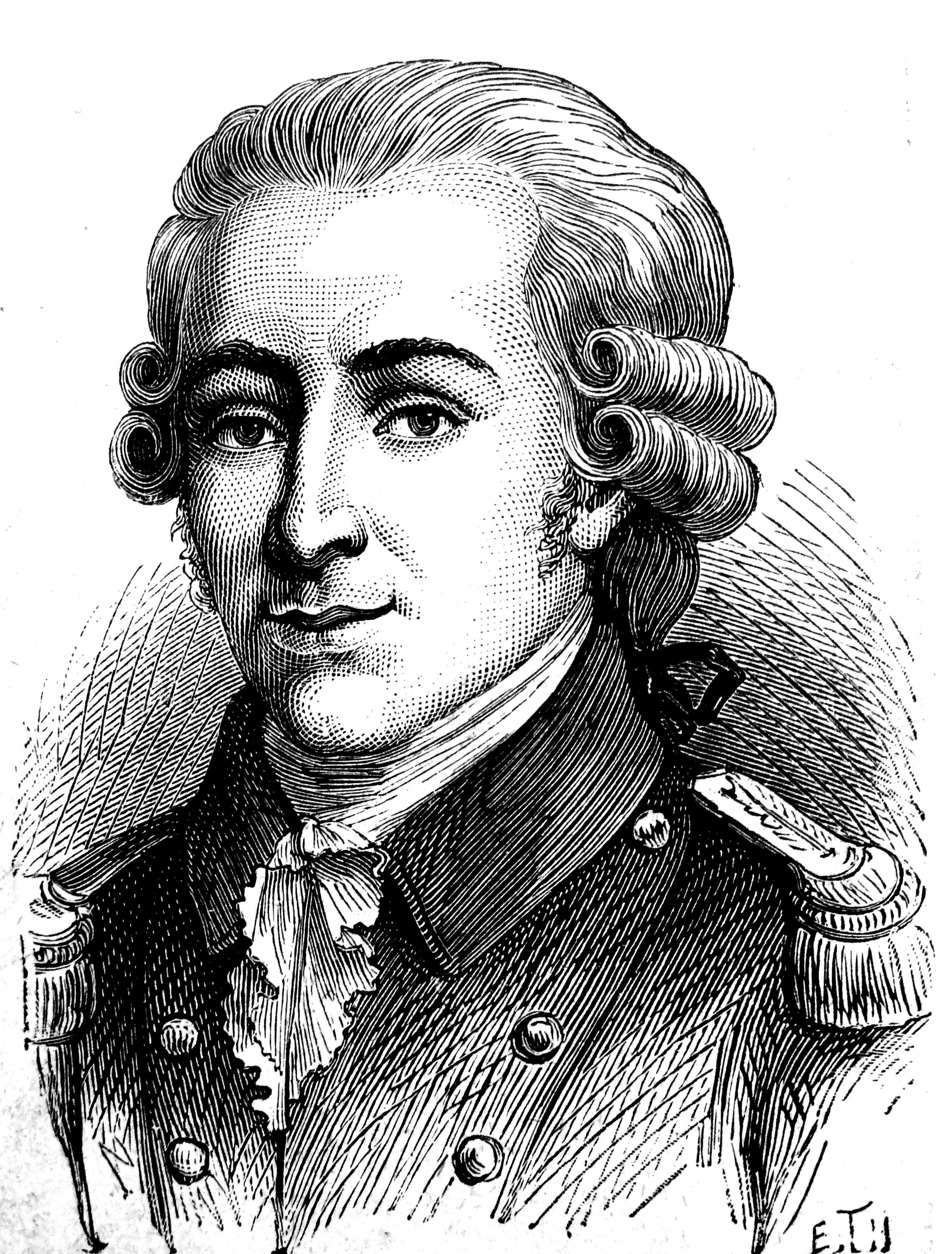
Thomas de Mahy de Favras

Lorsque débute la Révolution française, en 1789, elle trouve Charles-Casimir de Saulx bien disposé pour une libéralisation du régime, celui-ci ayant été influencé par la lecture des philosophes. Il désapprouve néanmoins les atteintes au Roi comme lors des Journées des 5 et 6 octobre 1789. Charles-Casimir veut avant tout rester fidèle aux serments qu'il a faits à Louis XVI et au comte de Provence, concernant notamment la protection de ces deux princes. Cela le conduit à s'impliqué dans l'Affaire Favras[réf. nécessaire] en 1790, qui avait pour but de faire s'enfuir Louis XVI. À cette époque, Charles-Casimir de Saulx est promu sous-lieutenant de la Garde de Monsieur. 
Ayant frôlé la mort de près, Charles-Casimir de Saulx se fait désormais plus discret et évite de se faire remarquer.

#### Association bretonne

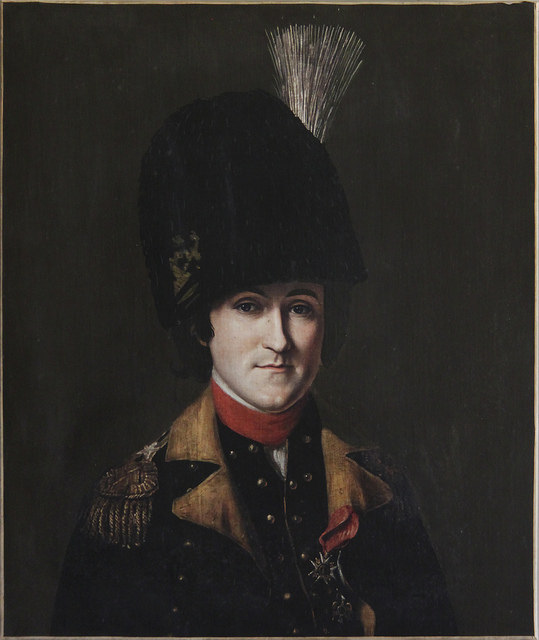
Armand Tuffin de La Rouërie

En mai 1791, le comte de Provence, préparant sa fuite, met Charles-Casimir de Saulx dans le secret pour lui demander son conseil. Celui-ci, prévoyant que les recherches se concentreraient sur le roi (qui s'enfuira le même jour), conseille au prince de ne pas s'enfuir avec lui mais en empruntant un autre chemin. Il sera écouté. Pendant que Louis XVI s'enfuit avec sa femme, sa sœur et ses enfants, le 20 juin 1791; comte de Provence s'enfuit vers les Pays-Bas autrichiens, via Avesnes et Maubeuge, accompagné de quelques proches dont Charles-Casimir de Saulx[réf. nécessaire], récemment promu lieutenant. Ils se réfugient à Bruxelles puis à Coblence, capitale de l'Électorat de Trèves.
En octobre de la même année, 
Celui-ci le nomme capitaine et aide de camp. Il collabore notamment à la rédaction des nombreux manifestes de l'Association
. Charles-Casimir de Saulx restera fidèle à La Rouërie, même lorsque ce dernier sera recherché et poursuivi, à partir de 1792. C'est à ce moment que, caché au Château de Launay-Villiers avec La Rouërie, Charles-Casimir de Saulx apprend le décès de son père, survenu quelques semaines plus tôt. Le voici en possession de tous ses titres, duc de Tavannes, comte de Beaumont... C'est également là qu'il rencontra Félix-Gustave de Lambilly, jeune noble breton qu'il s'attacha comme aide de camp. En septembre 1792, Charles-Casimir de Saulx conseille à La Rouërie de fuir à Jersey, ce que celui-ci refuse.  Il l'invite néanmoins à se modérer pour préserver sa santé. En janvier 1793, lorsqu'une pneumonie se déclare chez La Rouërie, Charles-Casimir de Saulx reste à son chevet. C'est là qu'il apprend l'exécution de Louis XVI.
Le 21 janvier, à la suite de laquelle il conseille au comte de Provence par courrier de proclamer le fils de Louis XVI roi de France et de Navarre sous le nom de Louis XVII, et de former un Conseil de Régence. Armand Tuffin de La Rouërie meurt le 30 janvier 1793, à quatre heures et demie du matin. Après l'enterrement de La Rouërie auquel il a assisté, Charles-Casimir de Saulx quitte le château de La Guyomarais, le lieu du décès. Cela lui sauve encore une fois la vie, car les occupants du château seront arrêtés quelques jours plus tard.

#### Guerre de Vendée
Le 28 mars 1793, peu après la mort d'Armand Tuffin de La Rouërie, Charles-Casimir de Saulx, toujours accompagné de Félix-Gustave de Lambilly, rencontra un émissaire du comte de Provence qui lui remit des lettres, des dépêches et les ordres de ce dernier. Charles-Casimir de Saulx devait se joindre aux Vendéens d'Henri de La Rochejaquelein comme attaché militaire. Ce dernier en fit son aide de camp et le nomma colonel. Charles-Casimir de Saulx l'accompagna lors de ses combats, comme la première bataille de Fontenay-le-Comte, la bataille de Saumur, la bataille de Nantes, les batailles de Luçon, la deuxième bataille de Cholet, la bataille d'Entrammes... Il participe ensuite à la virée de Galerne, du 18 octobre au 23 décembre 1793, toujours aux côtés d'Henri de La Rochejacquelein, et au cours de laquelle il fut blessé plusieurs fois. Il manque de peu d'être tué lors de la bataille du Mans, les 12 et 13 décembre 1793, où l'armée vendéenne est quasiment anéantie. Il réussit peu après à traverser la Loire avec La Rochejacquelein et Jean-Nicolas Stofflet. Il continue de se cacher avec La Rochejacquelein jusqu'à ce qu'il soit tué le 28 janvier 1794, à Nuaillé près de Cholet. Charles-Casimir de Saulx l'enterra avec quelques autres vendéens sur le lieu où il était mort[réf. nécessaire].
Il devient ensuite aide de camp de François Athanase Charette de La Contrie avec le grade de maréchal de camp en 1794. En juin 1794, Charles-Casimir de Saulx part pour Londres dans le but de surveiller sa correspondance, notamment celle avec le comte de Provence. Il y retrouve sa femme Aglaé-Marie-Louise de Choiseul-Beaupré, qui, ayant appris sa venue, était venue l'attendre. Ils restent ensemble durant trois mois (pendant lesquels sera conçue leur première fille Charlotte-Clémentine). Charles-Casimir de Saulx doit ensuite rejoindre Charette, après avoir installé sa femme à Swansea, où elle accouchera le 31 mars 1795 de Charlotte-Clémentine de Saulx. En juin 1795, apprenant la mort en prison du petit Louis XVII, expédie malgré son deuil un courrier au comte de Provence, dans lequel il lui conseille de se proclamer roi de France et de Navarre sous le nom de Louis XVIII, et de former un Conseil des ministres (qui faisait d'ailleurs suite au Conseil de Régence). Il réussit à s'enfuir lorsque Charette est arrêté en 1796 et veut alors rejoindre Louis XVIII en exil à Blankenbourg[réf. nécessaire].

### Période d'exil

#### Les années 1796-1799
Après la capture de Charette par le général Jean-Pierre Travot le 23 mars 1796 et son exécution le 29, Charles-Casimir de Saulx tente de rejoindre Louis XVIII en exil à Blankenbourg, mais reçoit alors qu'il est à Swansea avec sa famille un courrier de Louis XVIII lui demandant de sonder les intentions du gouvernement britannique alors dirigé par le fameux William Pitt le Jeune[réf. nécessaire]. En effet, malgré l'animosité du gouvernement et du Premier ministre pour la République française, l'alien bill (« loi sur les étrangers ») qui expulse les émigrés de Grande-Bretagne montre que le Royaume-Uni n'est pas plus favorable aux émigrés. Charles-Casimir de Saulx obtiendra néanmoins une entrevue avec William Pitt, mais le jeune Premier ministre refuse d'entretenir des relations diplomatiques avec un monarque en exil. Devant l'échec de ses démarches, Charles-Casimir de Saulx demande à Louis XVIII une mutation. Il l'obtient : le 27 septembre 1796, il est nommé ambassadeur du roi aux États-Unis, avec pour mission officieuse de rallier la république américaine à la cause de Louis XVIII. Une semaine plus tard, après être allé saluer le roi George III du Royaume-Uni, Charles-Casimir de Saulx s'embarque pour New York avec sa famille (son épouse Aglaé-Marie-Louise, sa fille Charlotte-Clémentine et sa sœur Catherine) et ses deux aides de camp Lambilly et Mahers d'Hom. Il s'installe avec cette compagnie à New York, dans une maison assez vaste, reconvertie en ambassade. Peu après son arrivée, en janvier 1797, il est reçu en tant qu'ambassadeur par le président américain George Washington et son vice-président John Adams, mais ceux-ci n'accordent pas une grande attention à ses propos[réf. nécessaire]. Charles-Casimir de Saulx rencontre également de nombreuses personnalités de l'indépendance américaine : Thomas Jefferson et James Madison (tous deux futurs présidents des États-Unis), Horatio Gates (le vainqueur de Saratoga), Patrick Henry (un autre révolutionnaire américain)... Il fera aussi une autre rencontre : celle de la comtesse Marie-Dorothée de Nassau-Dietz, née Bauffremont, et de son époux le duc Frédéric-Guillaume, fils illégitime de Guillaume IV d'Orange-Nassau. Le couple, installé en France, avait émigré à cause de la Révolution française et s'étaient réfugiés aux États-Unis. La comtesse ne tardera pas à devenir la maîtresse de Charles-Casimir, dont elle tombe enceinte au début de 1797. Les amants auront deux enfants illégitimes : Charles-Guillaume (né en 1797) et Dorothée-Louise (née en 1798). Au milieu de 1798, Charles-Casimir de Saulx est rappelé par Louis XVIII qui l'attend à Mitau (aujourd'hui Jelgava) où il séjourne. En chemin, il découvre les changements politiques en France depuis son départ, notamment l'ascension du général Napoléon Bonaparte et son récent départ pour l'Égypte. Ayant rejoint Louis XVIII en septembre, il prend la Présidence du Conseil de ministres du roi en exil. Devant les évènements de 1799 en France (notamment le coup d’État du général Bonaparte), Charles-Casimir de Saulx abandonne la Présidence du Conseil à Louis-Marie-Céleste d'Aumont, et part pour Saint-Pétersbourg dans le but d'encourager le tsar Paul Ier de Russie dans sa guerre contre la France. Nouvel échec ! Le tsar est peu belliqueux, la seule personne convaincue par Charles-Casimir étant le fils de Paul Ier, le tsarévitch Alexandre[réf. nécessaire]...

### Pair de France
Charles-Casimir de Saulx rentre d'émigration après l'amnistie des émigrés, en 1802. Il rejoint son épouse, rentrée dès 1797.
A la première Restauration, il est fait pair de France à vie, par ordonnance du 4 juin 1814, puis, à la seconde Restauration, pair de France héréditaire par ordonnance du 19 août 1815.
Il se fait peu remarquer à la chambre des pairs, et ne participe pas au vote lors du procès du maréchal Ney.
Par lettres patentes du 4 avril 1818, il est fait duc-pair héréditaire.

## Famille

### Mariage et descendance
Le 9 avril 1786, Charles-Casimir de Saulx épouse à Paris Aglaé-Marie-Louise de Choiseul Gouffier (Paris, paroisse Saint-Roch, 17 septembre 1772 - château de Lux, 31 décembre 1861), fille de Marie Gabriel Florent Auguste, comte de Choiseul Gouffier, diplomate, pair de France, membre de l'Académie Française, et d'Adélaïde Marie Louise de Gouffier d'Heilly. Elle émigre avec son époux, séjourne dans les Flandres, puis en Grande-Bretagne et en Russie, où elle retrouve son père et ses frères. N'étant pas portée sur la liste des émigrés, elle regagne la France dès 1797 afin de tenter de préserver le patrimoine familial. Son journal d'émigration a été publié. Son portrait en pied a été peint par Louis André Gabriel Bouchet,. Ensemble, ils ont quatre enfants :
- Louise Emmeline de Saulx-Tavannes (Swansea, Grande-Bretagne, 15 février 1794 - Fontainebleau, 8 mars 1866), mariée à Paris, église de la Madeleine, le 25 février 1817 avec Hippolyte Jean-Baptiste Thomas, marquis d'Aloigny, colonel de cavalerie, officier de la Légion d'Honneur (Paris, 6 janvier 1788 - Abbeville, 14 janvier 1868), sans postérité ;
- Charlotte Clémentine de Saulx-Tavannes (Swansea, 30 mars 1795 - Paris, 17 décembre 1855), mariée en 1825 avec le vicomte Alexandre Elisabeth Michel Digeon, général, Pair de France, ministre d'État, grand-croix de la Légion d'honneur  (1771-1826), puis en 1830 avec Eugène Lheureux, général de brigade. Dont :
  -     - Armand Sidoine Charles Alexandre, vicomte Digeon, pair de France, secrétaire d'ambassade, officier de la Légion d'honneur (1826-1892), sans alliance ;
    - Bérangère Charlotte Lheureux, mariée en 1854 avec Edouard Marie de Barthélemy (1830-1888), dont postérité éteinte.
- Gabrielle Isaure de Saulx-Tavannes, elle hérite du château de Lux (château de Lux, 24 mai 1802 - Milan, 2 juillet 1871), mariée en 1822 avec Alexandre Paul Greppi, comte Greppi, dont postérité ;
- Roger-Gaspard de Saulx (Paris, 12 juin 1806 - Paris, 14 novembre 1845), duc de Saulx-Tavannes, pair de France héréditaire sous la Restauration et la monarchie de Juillet. Sans alliance.

Durant son séjour aux États-Unis, de 1796 à 1798, il contracte une relation avec Marie-Dorothée de Bauffremont (1770-1809), épouse d'un membre illégitime de la famille d'Orange-Nassau. Ils eurent deux enfants, reconnus par Charles-Casimir de Saulx en 1809 :
- Charles-Guillaume d'Orange puis de Saulx (1796-1865)
- Dorothée-Louise d'Orange puis de Saulx (1797-1848)

## Titulature et distinctions

### Décorations et distinctions
Royaume de France /  Royaume de France
- Ordre Militaire et Hospitalier de Saint-Lazare de Jérusalem en 1788
- Légion d'honneur en 1814
- Ordre royal et militaire de Saint-Louis en 1794
- Ordre du Saint-Esprit en 1801
- Ordre de Saint-Michel en 1804

 Royaume de Bavière
- Ordre militaire de Maximilien-Joseph de Bavière en 1813

 Royaume de Wurtemberg
- Ordre de l'Aigle d'or de Wurtemberg en 1813

 Royaume de Saxe
- Ordre de la Couronne de Saxe en 1814

 Grand-duché de Bade
- Ordre de la Fidélité de Bade en 1813

 Grand-duché de Hesse
- Ordre de Louis de Hesse en 1813

 Archiduché d'Autriche
- Ordre de Saint-Étienne de Hongrie en 1815

 Royaume de Prusse
- Ordre de l'Aigle noir en 1815

 Empire russe
- Ordre de Saint-André de Russie en 1812

 Empire ottoman
- Ordre du Croissant en 1808

### Armoiries
| Figure | Blasonnement                                                                                                  |
|        | Armes du Duc de Tavannes, Comte de Buzançais et de Beaumont D'azur, au lion d'or, armé et lampassé de gueules |